# Tiếng Tobi
Tiếng Tobi (tiếng Tobi: ramarih Hatohobei, có nghĩa là "ngôn ngữ của người Tobi") là một ngôn ngữ của đảo Tobi, một hòn đảo Tây Nam của Palau và đảo chính của bang Hatohobei.